# 올레 키에르
올레 키에르(덴마크어: Ole Kjær, 남덴마크 지역 콜링 ~)는 덴마크의 전직 축구 선수로, 1978년에 덴마크 올해의 축구 선수로 선정되었다. 그는 현역 시절 골키퍼로 활약했고, 대부분 기간을 에스비에르 선수로 활약했고, 1979년에 덴마크 리그를 우승했다. 그는 1977년부터 1984년까지 덴마크 국가대표팀 경기에 26번 출전했고, 유로 1984에서 덴마크를 대표로 참가했다.

## 클럽 경력
키에르는 1974년에 에스비에르 소속으로 1군 신고식을 치렀다. 2년 후, 그는 에스비에르 소속으로 포칼렌을 우승했다. 이 우승은 1964년 이래 이룩한 첫 우승이자 구단 역사상 2번째 주요 대회 우승이었다. 에스비에르는 결승전에서 홀베크를 2-1로 이겼다. 1978년, 에스비에르는 리그를 2위로 마무리했는데, 우승을 거둔 바일레에 승점 4점 차이로 밀렸다. 구단은 컵대회 결승전에도 진출했지만, 프렘에게 3차례 1-1로 비기고 승부차기 끝에 무릎을 꿇었다. 같은 해, 그는 OB의 알란 한센에 이어 덴마크 올해의 축구 선수로 선정되었다. 그 다음 시즌, 구단은 리그 우승을 달성했다. 단 2패와 30실점을 허용한 키예르의 선수단은 최고의 수비력을 과시하며 승점 6점차로 우승을 거두었다. 그러나, 1979년에 우승을 거둔 구단은 이듬해 실망스럽게도 리그를 10위로 끝냈다. 에스비에르의 상황은 이듬해에도 개선되지 않았다. 결국 구단은 1986년에 강등되었고, 키에르는 덴마크 1부 리그의 경쟁 구단인 네스트베드로 이적했다. 1990년, 그는 에스비에르로 복귀해 2년 뒤인 1992년에 복귀했다. 에스비에르에서 474번의 경기에 출전한 키에르는 구단 역대 최다 경기 출전 선수이다. 1982년 4월 11일, 그는 옌스 페테르 한센이 기록한 최다 출전 기록(1943년부터 1966년까지 465경기 출전)을 경신했다.

## 국가대표팀 경력
올레 키에르는 제프 피온테크의 1980년대 초 "덴마크 다이너마이트" 군단의 일원으로, 올레 크비스트와 트로엘스 라스무센과 골키퍼 주전 지위를 놓고 경합했다. 그는 덴마크의 유로 1984 본선행에 일조했다. 결정적으로 1983년 9월 21일에 웸블리에서 벌어진 잉글랜드와의 경기에서 키에르가 수 많은 선방을 기록하며 적지에서 1-0으로 이길 수 있었다. 대회 직전 네덜란드에 0-6 대패를 당한 후, 키에르를 대신해 올레 크비스트가 골문을 지켰고, 유로 1984 본선에서는 한 경기도 출전하지 못했다.

## 축구 외
키에르는 목수로 교육받았다. 그는 스포츠 영역에 6년을 종사하였고, "클루브 라 산타" 별장을 셰레보르 레이세르"에 매각했고, 10년 동안 남부 천연가스의 판매원으로 10년을 근무했고, TDC와 단레클라메의 컨소지엄인 에스비에르 엘리트의 간부로도 2년 근무했다.
키에르는 에스비에르에 거주하고 있으며, 에스비에르의 U-14 선수단 골키퍼를 지도했다.

## 수상
에스비에르
- 덴마크 1부 리그: 1979
- 포칼렌: 1976

개인
- 덴마크 올해의 축구 선수: 1978